# Ossido di europio
L'ossido di europio, formula chimica Eu2O3, è il principale ossido dell'europio.

## Usi
È utilizzato come fosforo rosso o blu negli schermi dei televisori e nelle lampade fluorescenti. È anche un agente per la fabbricazione di vetri fluorescenti. 
La fluorescenza dell'europio è utilizzata nelle banconote degli euro.